# Windows 2.1
Windows 2.1x是微软基于Windows图形用户界面的操作环境的历史版本。
在Windows 2.0发布之后不到半年，Windows/286版2.10和Windows/386版2.10于1988年5月27日发布。这些版本可以充分利用英特尔80286和80386处理器的特殊功能。这是第一个需要硬盘的Windows版本。

## 版本
为了跟进硬件的发展，Windows 2.1x发布有两个不同的版本，两个版本均被设计为可以支持使用于英特尔处理器的电脑。

### Windows/286
Windows/286利用高端内存区（HMA）来增加Windows程序可使用的内存容量，同样以此为目的，该版本还推出了HIMEM.SYS的DOS驱动程序。同样，该版本还提供了对几款扩展存储器的支持，尽管这些支持与80286处理器并不相关。Windows程序的分段性质是相当适合的EMS的用法，只有当内存中的第一个兆字节变为可见，代码和数据的部分可以在接触到实模式程序中使用它们的程序给出的控制。微软鼓励用户将他们的计算机设置为只有256KB的主内存，从256KB至640KB的地址空间则留下给EMS内存动态映射使用。
尽管名为Windows/286，但其能全面运行于8088或8086处理器上。而当一枚8086级的处理器上没有高端内存区时，Windows/286便不会去使用，然而EMS仍然可供使用。一些PC厂商将Windows/286与8086的硬件搭配出售，例如IBM出品的PS/2 25型，它包含一项可选性包括“DOS4.00和Windows套件”以面向教育市场，其中包括对学生十分有用的文字处理与演示软件。

### Windows/386
Windows/386比其前任更先进。在图形用户界面和应用程序作为虚拟8086模式的任务运行之上，它引入了保护模式的内核。它允许多个MS-DOS程序以“虚拟8086”CPU模式并行运行，而不是总是挂起成为后台应用程序。（Windows应用程序已经可以通过协作式多任务并行运行）在Windows启动之前，每个DOS应用可以在占用几千字节内存以外分配到最低限度的空间。
Windows/386也支持EMS仿真，该功能使用80386的内存管理功能使RAM在使用超过640k以上后的行为类似于当时市面上流行的DOS应用程序所使用的仅能通过扩展卡提供的后备存储器（通過将COMMAND.COM覆盖WIN200.BIN文件，就可以在不启动Windows的图形用户界面的情况下载DOS中使用EMS仿真。）。由于不支持基于磁盘的虚拟内存，所以多个DOS程序运行时会满占可用的物理内存; 因此，微软建议如有必要还是应当添置额外的内存和板卡。
无论是以如CEMM或者QEMM这样的DOS内存管理器，还是DOS扩展程序，这些版本的系统都有自己的扩展内存管理且只能在保护模式下正常运行。在Windows 3.0中这个问题被优化，兼容在“标准模式”下的虚拟控制程序接口（VCPI），以及在“386增强”模式下的DOS保护模式接口（DPMI）（从Windows 3.0到Windows 98的所有版本中，EMM386中都有一个可以用来设置保护模式的漏洞）。Windows 3.0中也有使用DWEMM（Direct Write Enhanced Memory Module，直接写入增强型内存模块）的功能。这使得系统可以拥有更快、更时尚的图形用户界面，以及真正的扩展内存的支持。

## Windows 2.11
1989年3月13日，微软发布Windows 2.11的Windows/286和Windows/386版本，该版本在内存管理、对AppleTalk的支持和快速打印以及打印机驱动升级等功能上做了一些小的改动。
Windows 2.11在1990年5月被Windows 3.0取代，但微软另外为其提供了12年的支持服务，直到2001年12月31日才结束支持服务。

## 扩展阅读
- PC Magazine. 20 Years of Windows Solutions – Windows 286 & 386 （页面存档备份，存于）.
- YouTube-upload of Windows/386 promotion video （页面存档备份，存于）